# Picong
Picong (Bayan ng Picong) är en kommun i Filippinerna. Kommunen ligger på ön Mindanao, och tillhör provinsen Lanao del Sur. Folkmängden uppgår till 12 230 invånare.

## Barangayer
Picong är indelat i 19 barangayer.
| - Bara-as - Biasong - Bulangos - Durian - Ilian - Liangan (Pob.) - Maganding - Maladi - Mapantao - Micalubo | - Pindolonan - Punong - Ramitan - Torogan - Tual - Tuca - Ubanoban - Anas - Mimbalawag |